# Ballana nigridens
Ballana nigridens är en insektsart som beskrevs av Delong 1937. Ballana nigridens ingår i släktet Ballana och familjen dvärgstritar. Inga underarter finns listade i Catalogue of Life.